# Електроуглі
Еле́ктроу́глі (рос. Электроугли) — місто у складі Богородського міського округу Московської області, Росія.

## Географія
Місто розташоване на західній межі Богородського міського округу, за 35 кілометрів від Москви по напрямку залізниці Москва — Нижній Новгород; має гарне сполучення з Москвою — електричками, які курсують з Курського вокзалу. Окрім того від залізничної станції до метро «Новогіреєво» курсують маршрутні таксі.
У місті є Каменський ставок, є невеликий піщаний пляж. Місто вважається одним з найчистіших в окрузі.

## Історія
Історія заселеності території міста починається на межі XVI—XVII століть та пов'язана з такими відомими прізвищами, як Милославські, Наришкіни, Обухови, Окулови, Волконські, Єлагіни, Лопухіни, Брунови, Карнєєви, які в різний час були власниками цих поселень. З XVIII століття тут був розвинутий ручний ткацький промисел — селяни виробляли сукно, парусину, міткаль, шовк, мішковину, коленкор, клейонку, килими. Після 1917 року промисел був припинений. Завдяки наявності Кудіновського родовища глини наприкінці XVIII століття тут виник цегельний промисел — на базі цих промислів виник сучасний Кудіновський комбінат керамічних виробів.

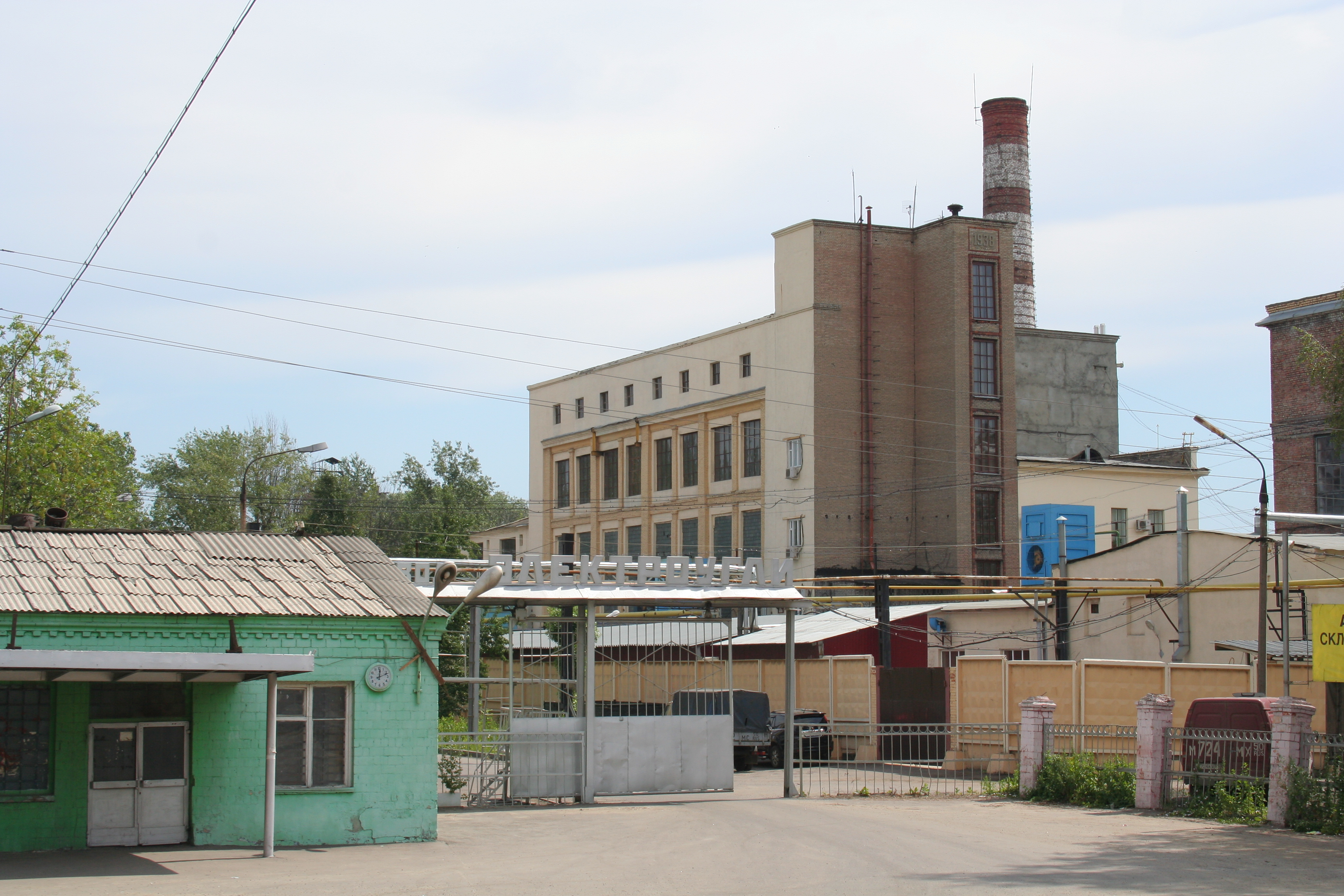
Завод «Електроуглі», який дав свою назву місту

1899 року на території пристанційного селища Горки німцем Артуром Боссе створено «Московське товариство виробництва електричного вугілля», нині ВАТ «Кудіновський завод Електроуглі» на честь якого і названо місто. Прожектори з електродами виробництва цього заводу були застосовані у ході завершального штурму Берліна в 1945 році та отримали високу оцінку маршала Георгія Жукова в його книжці «Воспоминания и размышления». 1935 року виникло робітниче селище (селище міського типу) Електроуглі, яке об'єднало навколишні села Каменка, Сафоново, Горки, Велике Васильево, Мале Васильево. 2 листопада 1956 року селище Електроуглі отримало статус міста.

## Населення
Населення — 20136 осіб (2010; 16717 у 2002).

## Господарство

### Промисловість
У місті працюють:
- ВАТ «Кудіновський завод Електроуглі»
- ЗАТ «Електроуглинський завод технічного вуглеводню»
- НДІ Електровугільних виробів[5].

### Освіта
У місті розташовано державний коледж технології та управління «Коледжний комплекс», він веде підготовку за 12 спеціальностями, у ньому одночасно навчається понад 2000 студентів, а корпуси розташовані у містах Електроуглі, Балашиха та селищі Стара Купавна.
Також у місті працює 3 середні школи, 6 дитячих садочків, позашкільні освітні заклади.

### Медицина
У місті є відділення швидкої допомоги, міська лікарня із стаціонарним відділенням та поліклінікою, дитячою поліклінікою.

### ЗМІ
Адміністрація міста суспільно-політичної газети «Электроугли день за днем». Сайт газети: https://web.archive.org/web/20140103050832/http://elugli.info/. Головний редактор Юлія Максутова.

### Культура
Центром культурного життя міста є муніципальний бюджетний «Культурно-відпочинковий центр „Квант“» який має зал на 390 людей, окрім кінопрокату тут також проводяться інші культурні заходи.

### Пам'ятки

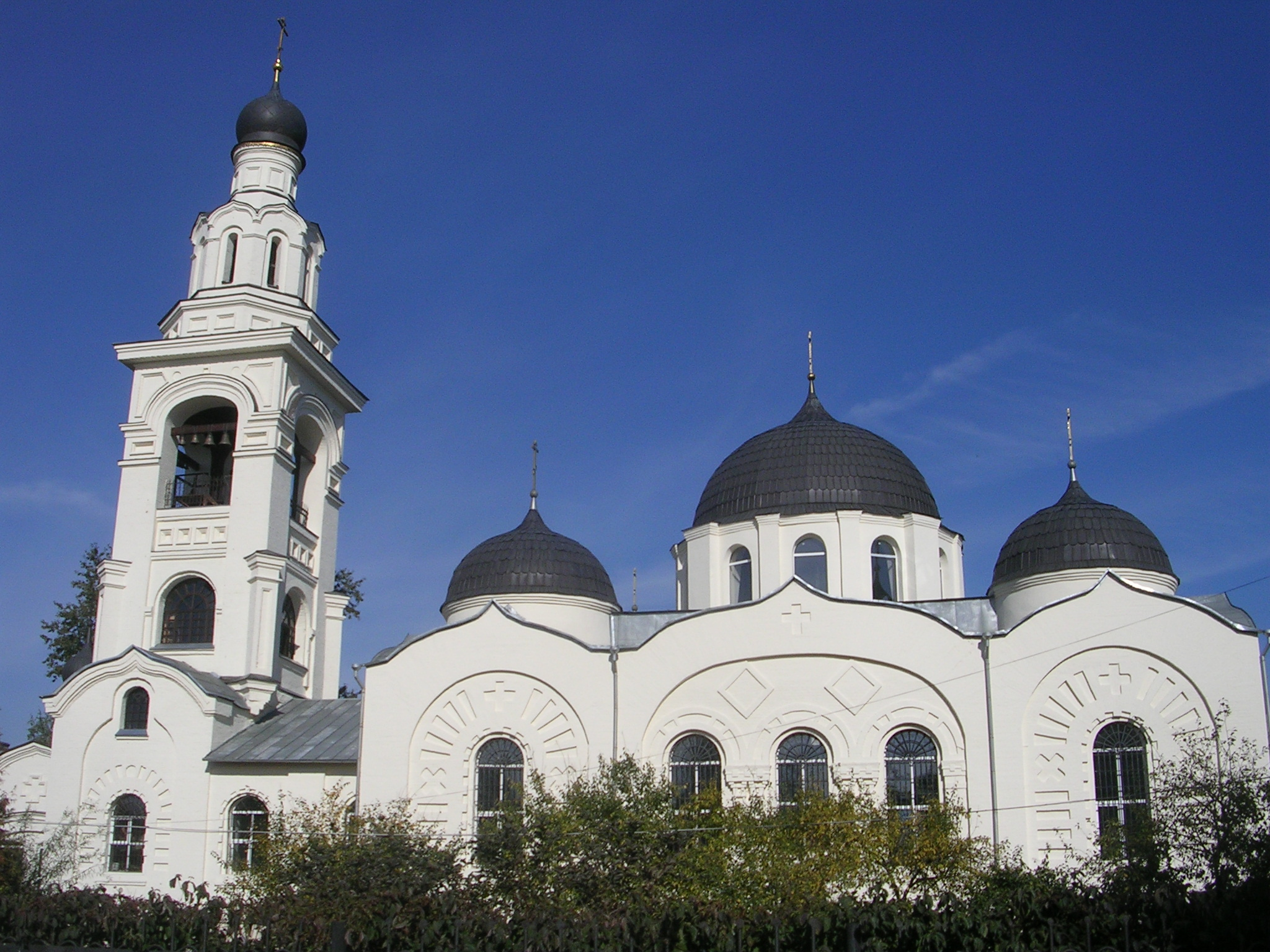
Церква святої Трійці

- Родинний будинок Брунових з флігелем
- Садибний кам'яний палац XVIII століття (Кудиновський коледж) з флігелем
- Церква Святої Трійці 1897 р.

## Видатні уродженці
- Колдунок Олександр Іванович — двічі герой Радянського Союзу, главком військ ППО, головний маршал авіації СРСР, льотчик-винищувач періоду німецько-радянської війни.
- Боголюбов Сергій Костянтинович — засновник та розробник радянського машинобудівельного креслення[11]
- Випускником місцевого коледжу є маршал Радянського Союзу Огарков Микола Васильович.